# Ptolederma
Ptolederma (en griego, Πτολέδερμα) fue una antigua ciudad griega situada en Arcadia.
Pausanias dice que fue una de las poblaciones pertenecientes al territorio de los eutresios —junto con Tricolonos, Zetia, Carisia, Cnauso y Paroria— que se unieron para poblar Megalópolis en 371/0 a. C. Sin embargo no se conocen más datos de esta población.